# Arlyne Brickman
Arlyne Brickman (ur. 1934 r. w Nowym Jorku) – amerykańska żołnierz mafii pochodzenia żydowskiego, pracująca dla rodziny Colombo. Gdy stała się ofiarą gwałtu, nikt z gangu nie stanął w jej obronie z powodu żydowskiego pochodzenia. W efekcie Brickman została informatorem FBI, a jej zeznania doprowadziły w 1986 r. do skazania Anthony'ego Scarpatiego i innych członków rodziny Colombo. Jej postaci poświęcona jest książka Mob Girl: A Woman's Life in the Underworld Teresy Carpenter oraz film Mob Girl Paolo Sorrentino.